# Santa Rufina (Velázquez)
Santa Rufina é uma pintura de Diego Velázquez.
A obra foi pintada em 1630 ou 1640, representa Santa Rufina, uma das padroeiras da cidade de Sevilha juntamente com a sua irmã Santa Justa, com um prato e uma xícara em sua mão esquerda e uma palma em sua mão direita.
Pensa-se que Velázquez usou como modelo uma das suas filhas, Francisca ou Ignacia, que no momento da realização do quadro tinham 12 e 14 anos.
O quadro foi vendido na Christie's de Nova Iorque em 1999 por 6,6 milhões de euros a um anónimo.
Em Julho de 2007 voltou a leilão, tendo atingido na Sotheby's de Londres a quantia de 11.113.000 euros, o mais alto valor de um quadro de pintura antiga da escola espanhola.
Actualmente é propriedade da fundação Focus-Abengoa, que o comprou com o apoio do município Sevilhano.
O quadro será exposto na Casa de Velázquez em Sevilha.